# Christian Biegalski
Christian Biegalski, né le 13 octobre 1949 à Tours et mort le 20 mars 2007 dans le 14ème arrondissement de Paris est un scénariste et universitaire français.

## Biographie
Directeur du CEEA (Conservatoire Européen d’Écriture Audiovisuelle) de 2003 à 2007.
Universitaire, titulaire d’une maîtrise de lettres et de philosophie, 
puis d’un DEA en sciences sociales sous la direction de Marc Ferro, sur le scénario. 
Il crée en 1980 le premier enseignement universitaire français sur le scénario 
avec l’aide de Michel Marie, Directeur de Paris III, Sorbonne Nouvelle.
Il est l’auteur d’un ouvrage sur le scénario : « Scénarios : Modes d’Emploi ». 
Scénariste pour le cinéma et la télévision, il est l’auteur des plusieurs scénarios.

## Filmographie

### Scénariste
- 1984 : Disparitions
- 1984 : Pinot simple flic de Gérard Jugnot
- 1985 : Scout toujours...de Gérard Jugnot.
- 1986 : Chère canaille de Stéphane Kurc.
- 1987 : Les Keufs de Josiane Balasko.
- 1988 : Dernier cri de Bernard Dubois.
- 1988 : Sans peur et sans reproche de Gérard Jugnot.
- 1994 : Casque bleu de Gérard Jugnot
- 1996 : Pourvu que ça dure de Michel Thibaud.
- 1999 : L'Homme de ma vie de Stéphane Kurc.
- 1999 : L'Âme sœur de Jean-Marie Bigard
- 2000 : Le Prince du Pacifique d’Alain Corneau

Pour la télévision, il a participé à l’écriture de nombreux téléfilms unitaires.